# 刘易从 (唐朝)
刘易从（7世紀？—689年），唐朝徐州彭城人，刘德威之孙，刘审礼之子。

## 生平
刘易从初任岐州司兵参军。刘审礼被吐蕃俘虏，刘易从的兄长尚乘直长刘殆庶（刘侍庶）、叔父刘延景（唐睿宗李旦肅明皇后的父親）诣阙待罪，请入吐蕃以赎回。有诏书说刘审礼徇忠被俘，并非有罪，应该各还其职。特诏许刘易从入吐蕃去见刘审礼。抵达吐蕃，刘审礼已经去世，刘易从昼夜号哭不止，吐蕃哀其志行，归还父尸柩，刘易从徒跣万里，扶护回到彭城，见者流涕，被朝野所叹赏。后任彭州长史、封任城縣男。刘易从在彭州，决唐昌沲江，凿川派流，合堋口垠歧水灌溉九陇、唐昌之田，百姓为他立祠。
永昌元年（689年），被酷吏周兴、徐敬贞诬害，闰九月戊申，刘易从被杀。刘易从在官仁恕，将处刑时，吏民奔走，竞相解衣造功德，以为长史祈福，彭州人参与的有十余万。当时号“孝义刘家”。

## 子孫
- 劉昇，官至中書舍人
- 劉晸，給事中
  - 劉顥
  - 劉顒，殿中侍御史
    - 劉識[3]